# Airfix

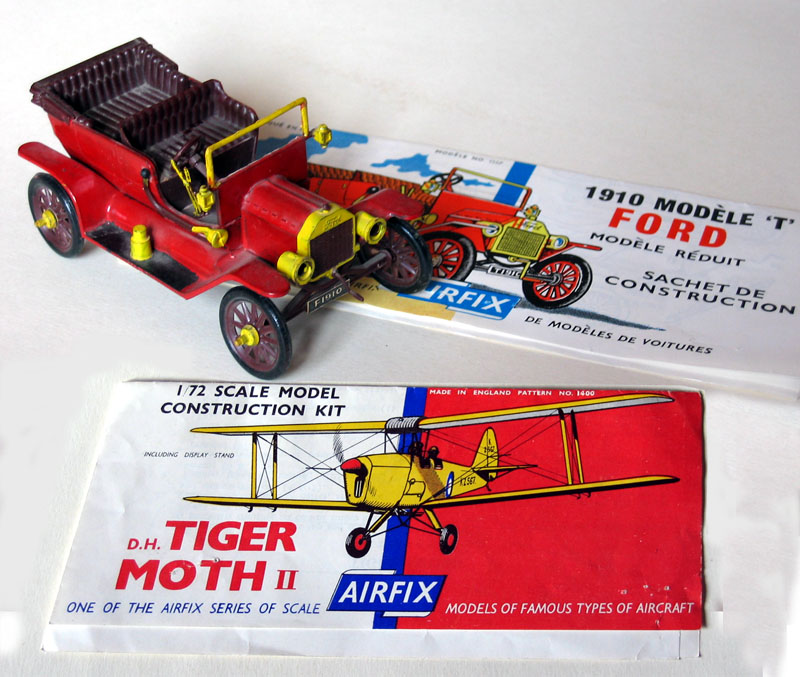
Modèle en pochette - 1957.

Airfix est une marque britannique de maquettes en plastique.
C'est actuellement Hornby Railways qui possède la marque Airfix.

## Histoire
Airfix a été fondé en 1939 par Nicholas Kove pour fabriquer des jouets gonflables. Ce n'est
qu'en 1948 qu'elle commence à fabriquer un modèle en kit : il s'agit d'un tracteur agricole, produit comme objet promotionnel pour la marque Ferguson.
Un certain nombre de ces kits furent vendus par la chaîne de magasins Woolworth et obtinrent un grand succès.
Devant le succès de la formule, Airfix lance un modèle du Golden Hind, le galion pirate de Sir Francis Drake.
Le premier modèle d'avion est lancé en 1953 : il s'agit du Supermarine Spitfire Mk1 au 1/72e.
C'est probablement le kit en polystyrène injecté qui a été le plus vendu au monde.
De 1960 à 1970, le succès pour ce type de modèles en kit est énorme et la gamme Airfix s'étend rapidement avec des modèles d'automobiles, de camions, de bateaux, de figurines, mais surtout avec un grand nombre d'avions.
En 1986, la firme est rachetée par la firme française concurrente Heller. Par ailleurs, pour diversifier son activité, Airfix a sorti en 2006 une nouvelle collection appelée « Robogear », série de modèles formant un jeu de société de science-fiction.
En novembre 2006, Heller étant mis en redressement judiciaire, Hornby Railways annonce le rachat des activités Airfix.

### Avions

#### Série 1

##### 1ère Guerre Mondiale
- Fokker Dr.I
- Albatros D.V a
- Bristol F.2
- RAF RE8
- Sopwith Pup

##### Entre deux Guerres
- Hawker Demon
- De Havilland Tiger Moth
- Bristol Bulldog
- Gloster Gladiator MK1

##### 2ème Guerre Mondiale
- Junkers 87B
- Fieseler Storch
- Messerschmitt Bf 109

- Boulton Paul Defiant
- Westland Whirlwind
- Hawker Hurricane
- Hawker Typhoon

- Curtiss P40E KittyHawk
- Curtiss SB2C Helldiver
- 🇺🇸North American P-51 Mustang
- 🇬🇧Supermarine Spitfire

##### Après guerre
- Mig 15

#### Série 2

##### 2ème Guerre Mondiale
- Avro Anson
- Focke-Wulf Fw 189

#### Série 3

##### 2ème Guerre Mondiale
- Handley Page Hampden

### Bateaux
- France (paquebot)

### Figurines
- Anciens Bretons
- Légionnaires romains

### Véhicules

#### 1ère Guerre Mondiale
- Mark III

#### 2ème Guerre Mondiale
- Sd.Kfz.222
- Char de combat M3 Lee/Grant